# Isidoro Urra
Isidoro Urra Fernández (Sestao, 5 settembre 1916 – Santurtzi, 19 febbraio 2006) è stato un calciatore spagnolo, di ruolo centrocampista.

## Carriera

### Club
Dopo essere cresciuto nella florida cantera dell'Athletic Bilbao, debutta in Primera División spagnola nella stagione 1935-1936, nella partita Athletic Bilbao-Hercules (5-3) del 19 marzo 1936.
Con i Rojiblancos  trascorre nove stagioni, in cui colleziona 124 presenze e vince due campionati e tre Coppe del Re.
Nel 1946 passa alla Real Sociedad, con cui rimane per quattro anni, ottenendo due promozioni nel massimo campionato spagnolo.

## Palmarès

### Club

#### Competizioni nazionali
- Coppa di Spagna: 3

Athletic Bilbao: 1943, 1944, 1945
- Campionato spagnolo: 1

Athletic Bilbao: 1935-1936, 1942-1943